# Amathynetoides
Amathynetoides (лат.) — род мелких жуков-слоников (долгоносиков) из подсемейства Cyclominae (Listroderini). Эндемики Южной Америки. Длина 3,0—6,6 мм. Рострум среднего размера; пронотум округлый с субпараллельными боками, диск гладкий, полированный; опушение состоит из щетинок и чешуек; метанэпистернальные швы полные; промежутки надкрылий плоские. Amathynetoides близок к родам подтрибы Macrostyphlina из трибы Listroderini и близок к родам Adioristidius, Andesianellus, Macrostyphlus, Nacodius и Puranius.
Питаются на растениях следующих видов: жук Amathynetoides nitidiventris на Ullucus tuberosus Caldas (Basellaceae).

## Систематика
Род включает около 10 видов.
- Amathynetoides appendiculatus (Kuschel, 1949); Amathynetoides ebeninus (Hustache, 1938); Amathynetoides intemperatus Morrone, 1994; Amathynetoides longulus (Kuschel, 1949); Amathynetoides morbeamus Morrone, 1994; Amathynetoides nitidiventris (Hustache, 1938); Amathynetoides normae Morrone, 1994; Amathynetoides palustris (Kuschel, 1949); Amathynetoides sparsesetosus (Hustache, 1938); Amathynetoides sundrianus Morrone, 1994.